# Fighting Channel
Fighting Channel är en vattenväg i Detroitfloden och en del av Saint Lawrenceleden.  Den ligger väster om Fighting Island  mellan Kanada och USA.